# Dornier Do 215
De Dornier Do 215 is een lichte bommenwerper, luchtverkenningsvliegtuig en later een nachtjager geproduceerd door de Duitse fabrikant Dornier. Het toestel was oorspronkelijk bedoeld voor de export maar werd het meest gebruikt door de Luftwaffe.